# Caranguejo-verde
O caranguejo-verde (nome científico: Carcinus maenas) é um pequeno caranguejo (decápodes) de coloração esverdeada pertencente à família dos portunídeos (Portunidae). Está na décima oitava posição na lista de 100 das espécies exóticas invasoras mais daninhas do mundo. É nativo do nordeste do Oceano Atlântico e do Mar Báltico, mas colonizou habitats semelhantes na Austrália, África do Sul, América do Sul e nas costas dos Oceanos Atlântico e Pacífico da América do Norte. Cresce até uma largura de carapaça de 90 milímetros (3,5 polegadas) e se alimenta de uma variedade de moluscos e pequenos crustáceos, afetando potencialmente às atividades pesqueiras.

## Descrição

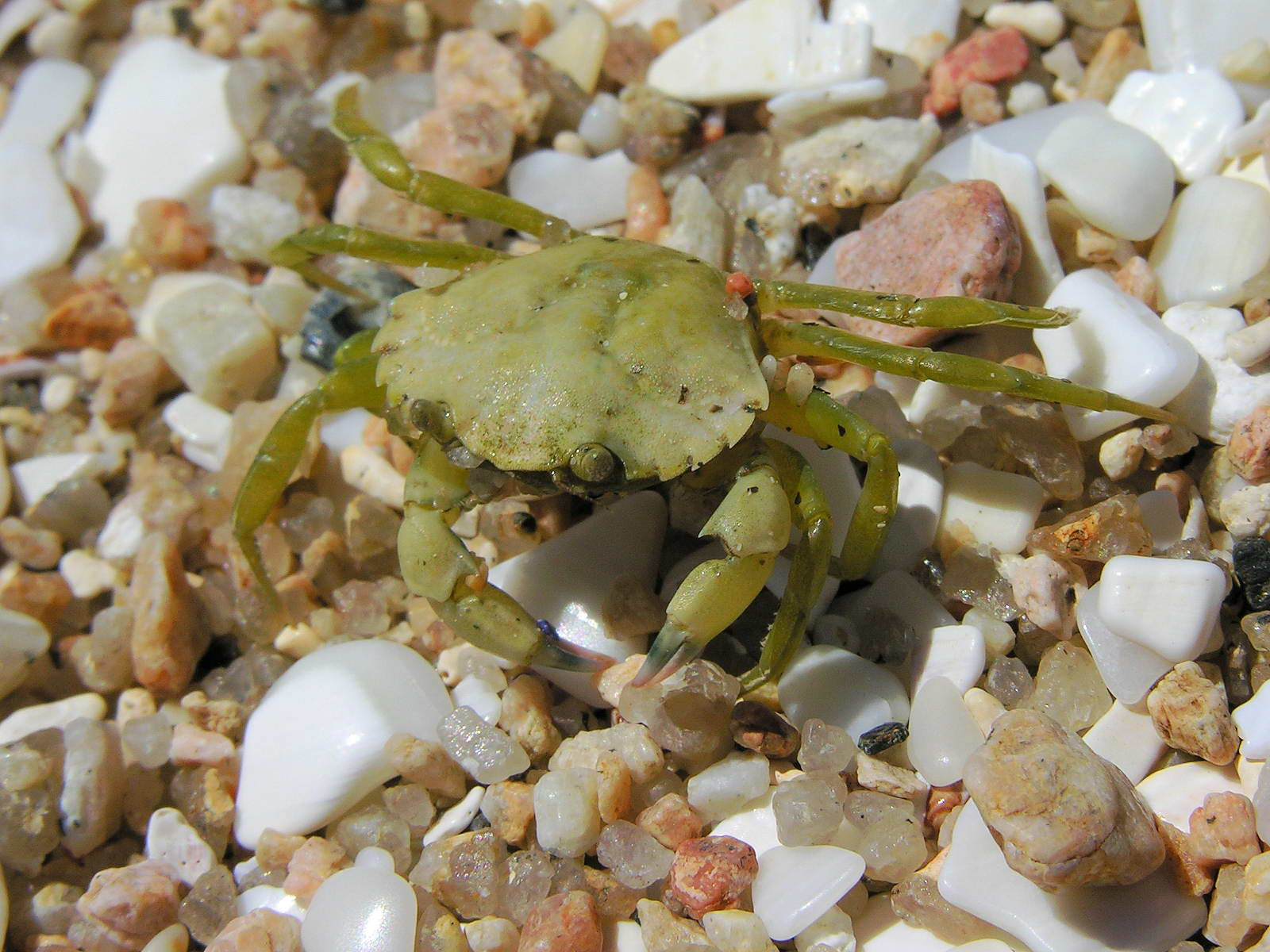
Juvenil

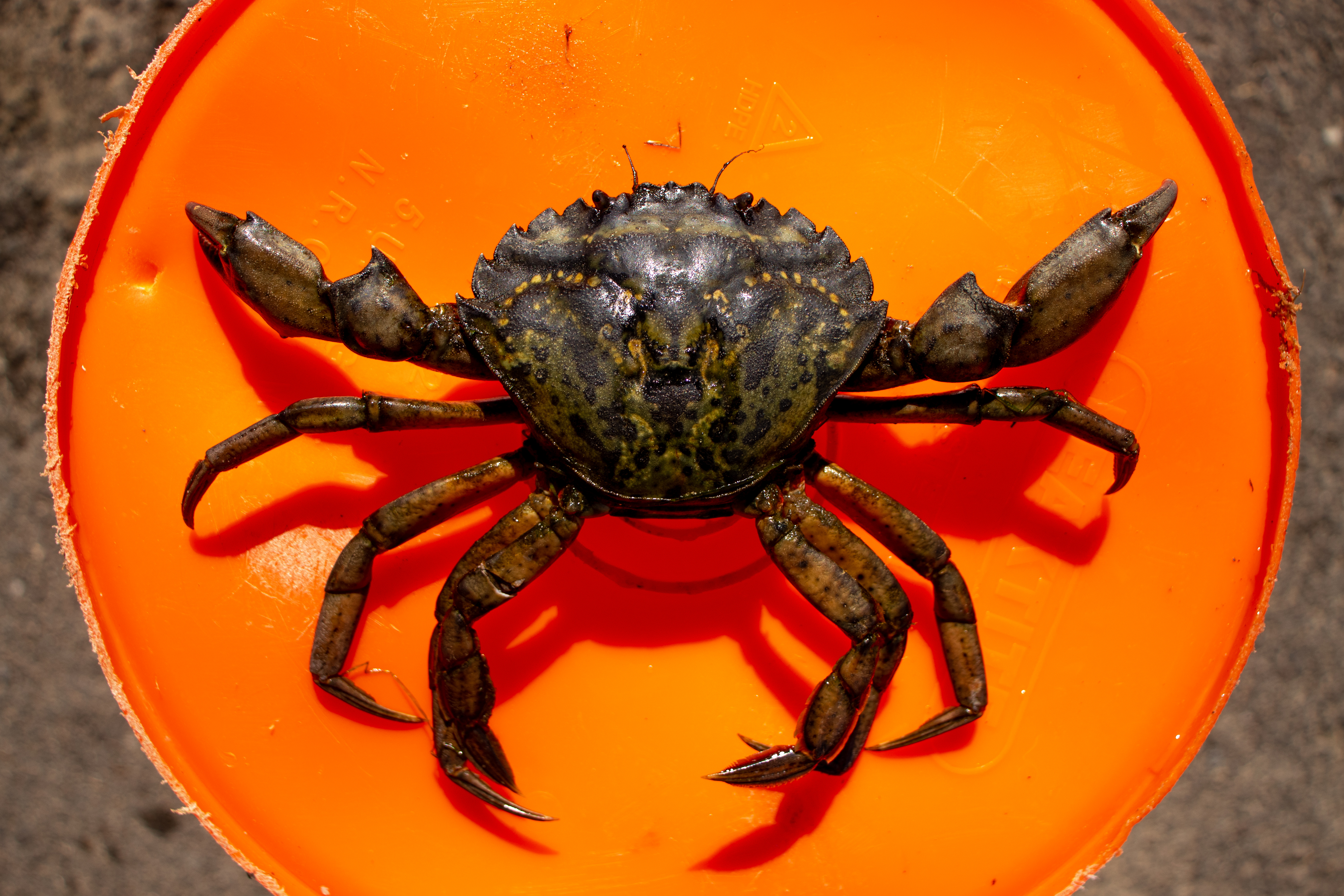
Grande macho adulto

O caranguejo-verde tem carapaça de até 60 milímetros (2,4 polegadas) de comprimento e 90 milímetros (3,5 polegadas) de largura, mas pode ser maior fora de seu alcance nativo, chegando a 100 milímetros (3,9 polegadas) de largura na Colúmbia Britânica. A carapaça tem cinco dentes curtos ao longo da borda atrás de cada olho e três ondulações entre os olhos. As ondulações, que se projetam além dos olhos, são o meio mais simples de distinguir o caranguejo-verde do Carcinus aestuarii intimamente relacionado, que também pode ser uma espécie invasora. Em C. aestuarii, a carapaça não possui saliências e se estende para além dos olhos. Outra característica para distinguir as duas espécies é a forma do primeiro e segundo pleópodes (coletivamente os gonópodes), que são retos e paralelos em C. aestuarii, mas curvados para fora no caranguejo-verde. Caranguejo-verde apresenta dois morfotipos de coloração (verde e vermelho), mas sua cor pode varia muito, do verde ao marrom, do cinza ao vermelho. Essa variação tem componente genético, mas é em grande parte devido a fatores ambientais locais. Em particular, os indivíduos que atrasam a muda tornam-se de cor vermelha em vez de verde. Indivíduos vermelhos são mais fortes e mais agressivos, mas são menos tolerantes a estresses ambientais, como baixa salinidade ou hipóxia. Caranguejos juvenis, em média, exibem padrões maiores que os adultos.

## Distribuição nativa e introduzida
O caranguejo-verde é nativo nas águas da Europa até o mar Báltico e Norte da África. Foi observado pela primeira vez na costa leste da América do Norte em Massachussetes em 1817, e agora pode ser encontrado da Carolina do Sul para o norte; Em 1989, a espécie foi encontrada na baía de São Francisco, Califórnia, na costa do Pacífico dos Estados Unidos; em 2007, esta espécie havia estendido seu alcance para o norte até a Baía de Placência, Terra Nova. Até 1993, não foi capaz de estender seu alcance, mas alcançou Oregão em 1997, Washington em 1998 e Colúmbia Britânica em 1999, estendendo assim seu alcance em 750 quilômetros (470 milhas) em 10 anos. Em dezembro de 2020, estavam ao sul do Alasca e deveriam entrar no Alasca em seguida. Em 2003, o caranguejo-verde havia se estendido à América do Sul com espécimes descobertos na Patagônia.
Na Austrália, o caranguejo-verde foi relatado pela primeira vez "no final de 1800" na baía de Port Phillip, Vitória, embora a espécie tenha sido provavelmente introduzida já em 1850. Desde então, ele se espalhou ao longo das costas sudeste e sudoeste, atingindo Nova Gales do Sul em 1971, Austrália do Sul em 1976 e Tasmânia em 1993. Um espécime foi encontrado na Austrália Ocidental em 1965, mas nenhuma outra descoberta foi relatada no área desde então. O caranguejo-verde chegou pela primeira vez à África do Sul em 1983, na área de Table Docks, perto da Cidade do Cabo. Aparições foram registradas no Brasil, Panamá, Havaí, Madagascar, mar Vermelho, Paquistão, Seri Lanca e Mianmar; no entanto, estes não resultaram em invasões, mas permanecem como achados isolados. O Japão foi invadido por um caranguejo relacionado, C. aestuarii ou um híbrido de C. aestuarii e caranguejo-verde.
Com base nas condições ecológicas, o caranguejo-verde poderia eventualmente estender seu alcance para colonizar a costa do Pacífico da América do Norte da Baixa Califórnia ao Alasca. Condições ecológicas semelhantes podem ser encontradas em muitas costas do mundo, sendo a única grande área potencial ainda não invadida a Nova Zelândia; o governo da Nova Zelândia tomou medidas, incluindo o lançamento dum Guia de Pragas Marinhas num esforço para prevenir a colonização. Em 2019, foi encontrado pela primeira vez em baía de Lummi, na Reserva Indiana Lummi, no condado de Whatcom, Washington. Os Estados Unidos começaram a capturar e remover os caranguejos num esforço para se livrar deles. Então, em 2020, centenas foram encontradas em armadilhas, e ficou claro que uma captura mais intensiva será necessária para manter seus números baixos, mas a erradicação não será possível. Ao longo dum estudo de 19 anos concluído em 2020, descobriu-se que a Baía de Coos, no Oregão, tem população estabelecida e crescente. Enquanto em 2020 menos de três mil ficaram presos, a captura rendeu mais de 79 mil em 2021. Isso levou o Conselho Empresarial Indígena Lummi a declarar um desastre em novembro de 2021 e o Departamento de Pesca e Vida Selvagem de Washington a solicitar financiamento de emergência do governador.

## Ecologia
O caranguejo-verde pode viver em todos os tipos de habitats marinhos e estuarinos protegidos e semiprotegidos, incluindo aqueles com substratos de lama, areia ou rocha, vegetação aquática submersa e pântano emergente, embora os fundos macios sejam preferidos. É eurialina, o que significa que pode tolerar ampla gama de salinidades (de 4 a 52 ‰) e sobreviver em temperaturas de 0 a 30 °C (32 a 86 °F). A ampla faixa de salinidade permite que sobreviva nas salinidades mais baixas encontradas em estuários, e a ampla faixa de temperatura permite que sobreviva em climas extremamente frios sob o gelo no inverno. Um estudo de biologia molecular usando o gene COI encontrou diferenciação genética entre o Mar do Norte e o Golfo da Biscaia, e ainda mais fortemente entre as populações da Islândia e das ilhas Faroé e as de outros lugares. Isso sugere que ele é incapaz de atravessar águas mais profundas. Para se proteger contra predadores, caranguejo-verde usa diferentes estratégias de camuflagem dependendo de seu habitat: caranguejos em lodaçais tentam se assemelhar ao ambiente com cores semelhantes à lama, enquanto caranguejos em piscinas rochosas usam coloração disruptiva.

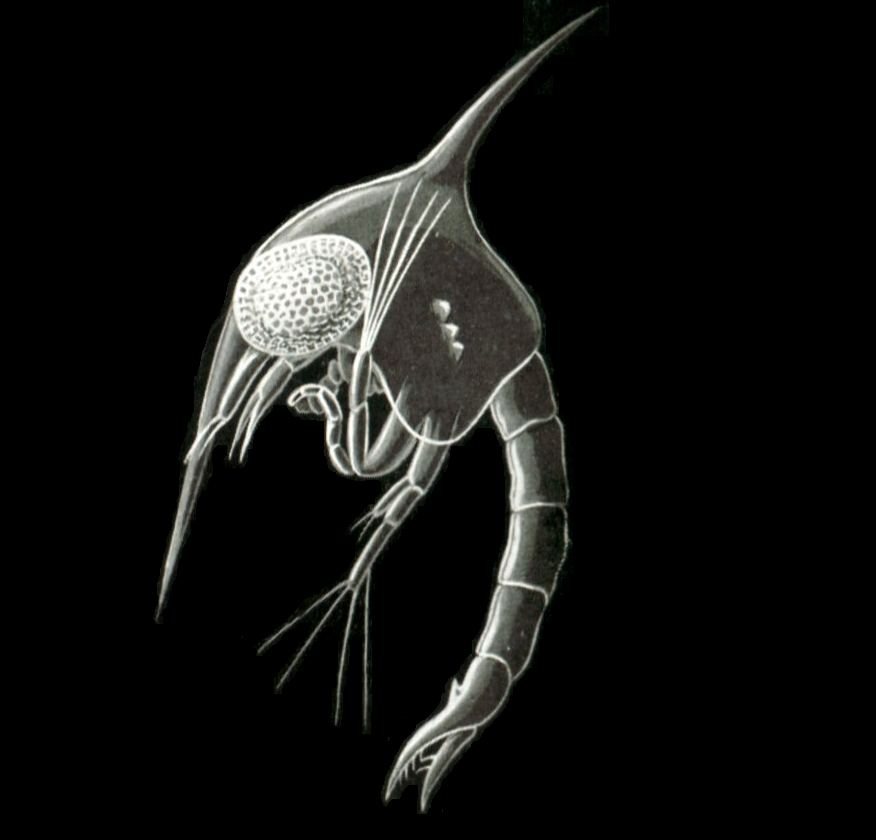
Larva zoeia de caranguejo-verde

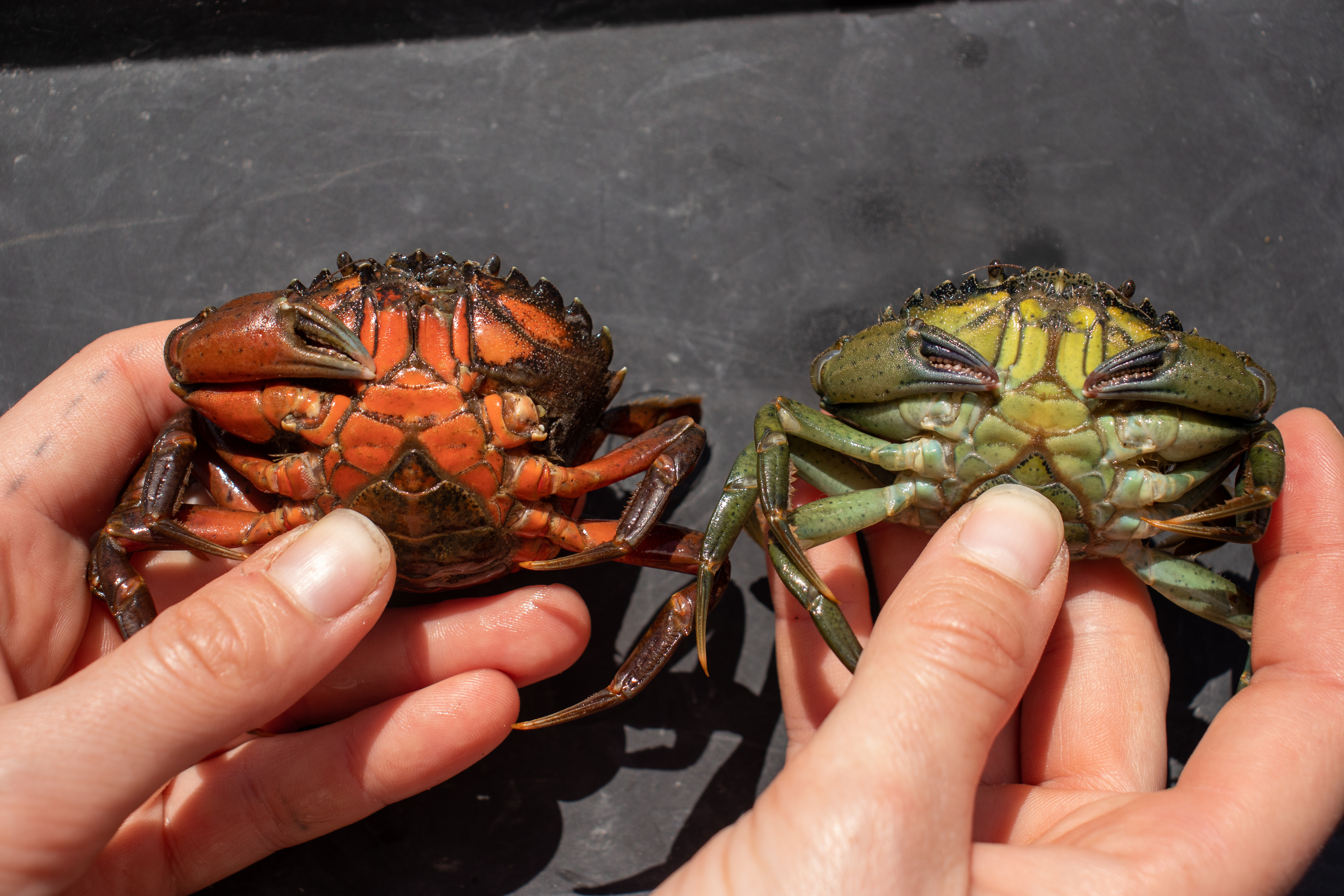
Duas vezes com coloração distinta

As fêmeas podem produzir até 185 mil ovos, e as larvas se desenvolvem no mar em vários estágios antes de sua muda final para caranguejos juvenis na zona entremarés. Esta espécie apresenta ciclo de vida complexo com quatro estágios de zoeias pelágicas e um estágio como megalopa (estágio pós-larvar) que assenta e metamorfoseia-se posteriormente dando origem ao primeiro estágio como caranguejo bêntico (adulto). O desenvolvimento desta espécie pode variar desde a primeira zoeia até ao estágio megalopa entre 18 a 42 dias, sendo que o estágio de megalopa, por sua vez, pode durar de nove a 16 dias dependendo da temperatura. Estes caranguejos apresentam diferentes respostas fisiológicas e comportamentais dependendo do sexo do indivíduo, do tamanho e da cor da sua carapaça. A variabilidade intraespecifica reflecte as respostas adaptativas do fenótipo relativamente à mutabilidade do meio que esta espécie habita. Os caranguejos jovens vivem entre algas e ervas marinhas, como Posidonia oceanica, até atingirem a idade adulta. O caranguejo-verde tem a capacidade de se dispersar por uma variedade de mecanismos, incluindo água de lastro, cascos de navios, materiais de embalagem (algas marinhas) usados para transportar organismos marinhos vivos, bivalves movidos para aquacultura, rafting, migração de larvas de caranguejo no oceano correntes e o movimento de vegetação aquática submersa para iniciativas de gestão da zona costeira. Dispersou-se na Austrália principalmente por eventos raros de longa distância, possivelmente causados por ações humanas.
Caranguejo-verde é um predador, alimentando-se de muitos organismos, sobretudo moluscos bivalves (como amêijoas – até 40 1⁄2 polegadas (13 milímetros) moluscos por dia, ostras, e mexilhões), poliquetas e pequenos crustáceos – incluindo outros caranguejos até seu próprio tamanho. São principalmente diurnos, embora a atividade também dependa da maré, e os caranguejos podem estar ativos a qualquer hora do dia. Na Califórnia, a predação preferencial de caranguejo-verde em moluscos nativos (Nutricola spp.) resultou no declínio dos moluscos nativos e no aumento dum molusco introduzido anteriormente (o molusco Gemma gemma), embora o caranguejo-verde também ataca vorazmente moluscos introduzidos, como Potamocorbula amurensis. O molusco Mya arenaria é uma espécie de presa preferida. Consequentemente, tem sido implicado na destruição da pesca de moluscos de concha mole na costa leste dos Estados Unidos e Canadá, e a redução das populações de outros bivalves comercialmente importantes (como escalope, Argopecten irradians e amêijoa-mercenária (Mercenaria mercenaria)). A presa de caranguejo-verde inclui os filhotes de bivalves e peixes, embora o efeito de sua predação sobre Pseudopleuronectes americanus seja mínimo. Pode, no entanto, ter impactos negativos substanciais na pesca comercial e recreativa local, ao predar os filhotes de espécies, como ostras (as conchas dos adultos são muito duras para o caranguejo-verde quebrar) e o sapateira-do-pacífico (Metacarcinus magister), ou competindo com eles por recursos. Temperaturas mais frias da água reduzem as taxas gerais de alimentação do caranguejo-verde e comendo Zostera marina que o sapateira-do-pacífico e salmão juvenil dependem para habitat.

## Controle

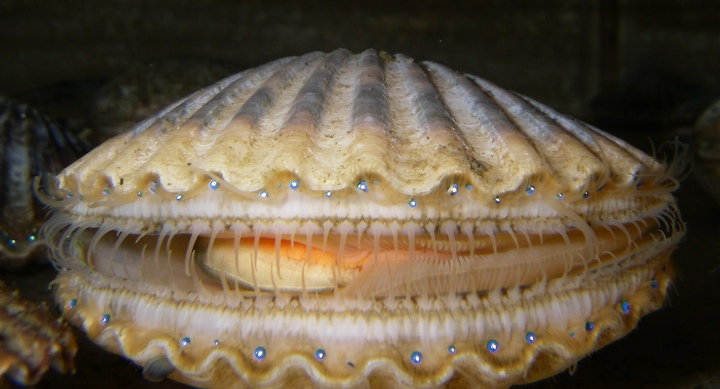
Argopecten irradians, um escalope que foi afetada pela introdução do caranguejo-verde

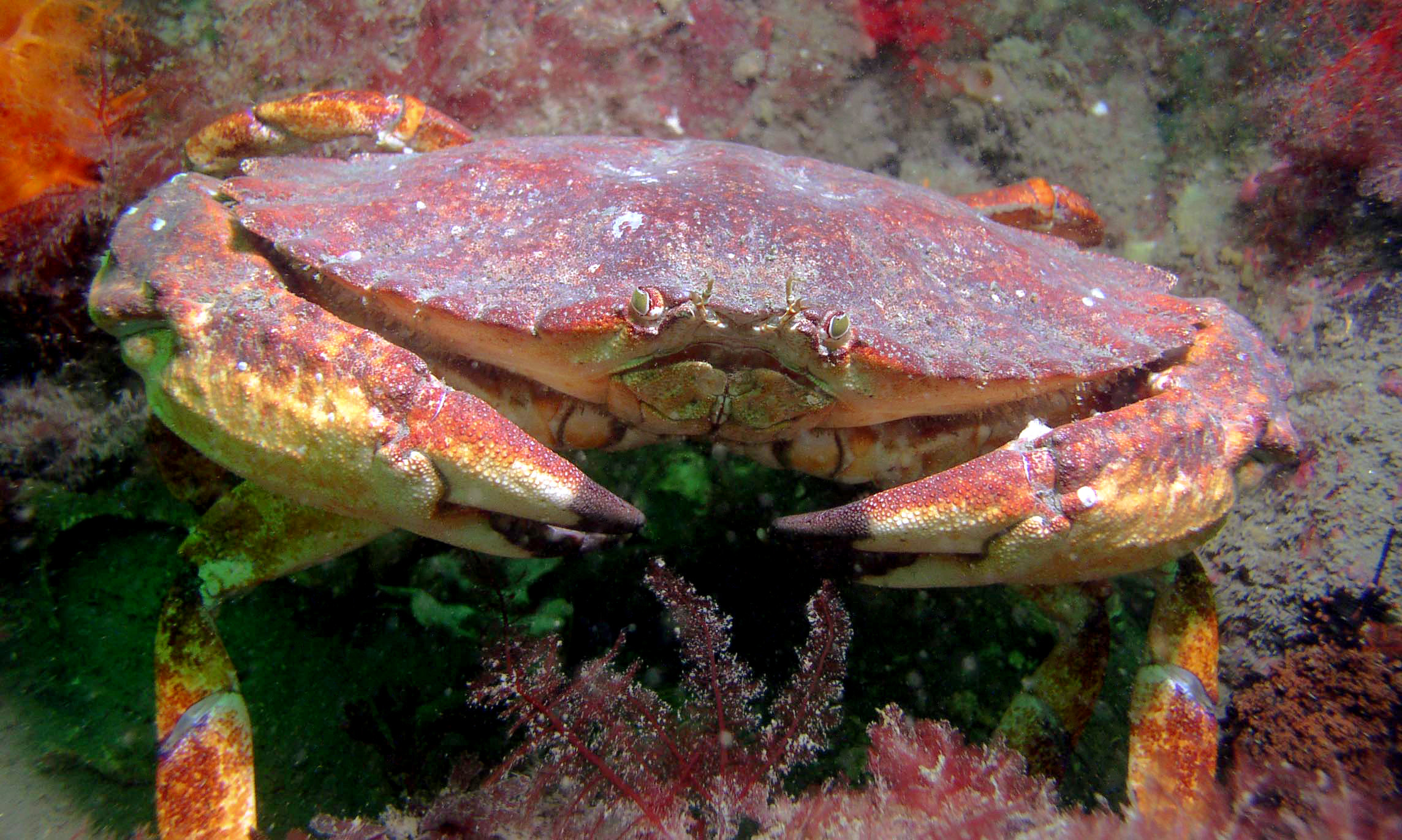
Cancer productus limita a disseminação do caranguejo-verde em partes da América do Norte

O caranguejo-verde é pescado em pequena escala no nordeste do Oceano Atlântico, com cerca de 1200 toneladas sendo capturadas anualmente, principalmente na França e no Reino Unido. No Atlântico noroeste, foi objeto de pesca na década de 1960, e novamente desde 1996, com até 86 toneladas sendo capturadas anualmente. Devido aos seus efeitos potencialmente nocivos sobre os ecossistemas, vários esforços têm sido feitos para controlar as populações introduzidas em todo o mundo. Em Edgartown, Massachussetes, uma recompensa foi cobrada em 1995 pela captura do caranguejo-verde para proteger os moluscos locais, e 10 toneladas foram capturadas. Algumas evidências mostram que o siri-azul (Callinectes sapidus) nativo do leste da América do Norte é capaz de controlar populações de caranguejo-verde; os números das duas espécies são correlacionados negativamente, e o caranguejo-verde não é encontrado na baía de Chesapeake, onde o siri-azul é mais frequente. Na costa oeste da América do Norte, o caranguejo-verde parece estar limitado a habitats estuarinos superiores, em parte por causa da predação por caranguejos nativos (Romaleon antenarium e Cancer productus) e competição por abrigo com um caranguejo nativo, Hemigrapsus oregonensis. Testes de especificidade do hospedeiro foram recentemente conduzidos em Sacculina carcini, uma craca parasita, como potencial agente de controle biológico. No laboratório, Sacculina se instalou, infectou e matou caranguejos nativos da Califórnia, incluindo o sapateira-do-pacífico e os caranguejos Hemigrapsus nudus, Hemigrapsus oregonensis e Pachygrapsus crassipes. Os caranguejos foram os mais vulneráveis das espécies nativas testadas ao assentamento e infecção pelo parasita. Embora Sacculina não tenha amadurecido em nenhum dos caranguejos nativos, foram observados sacos reprodutivos em desenvolvimento dentro de alguns caranguejos sapateira-do-pacífico e H. oregonensis. Quaisquer benefícios potenciais do uso de Sacculina para controlar o caranguejo-verde na costa oeste da América do Norte precisariam ser pesados em relação a esses potenciais impactos não-alvo.

### Uso como alimento

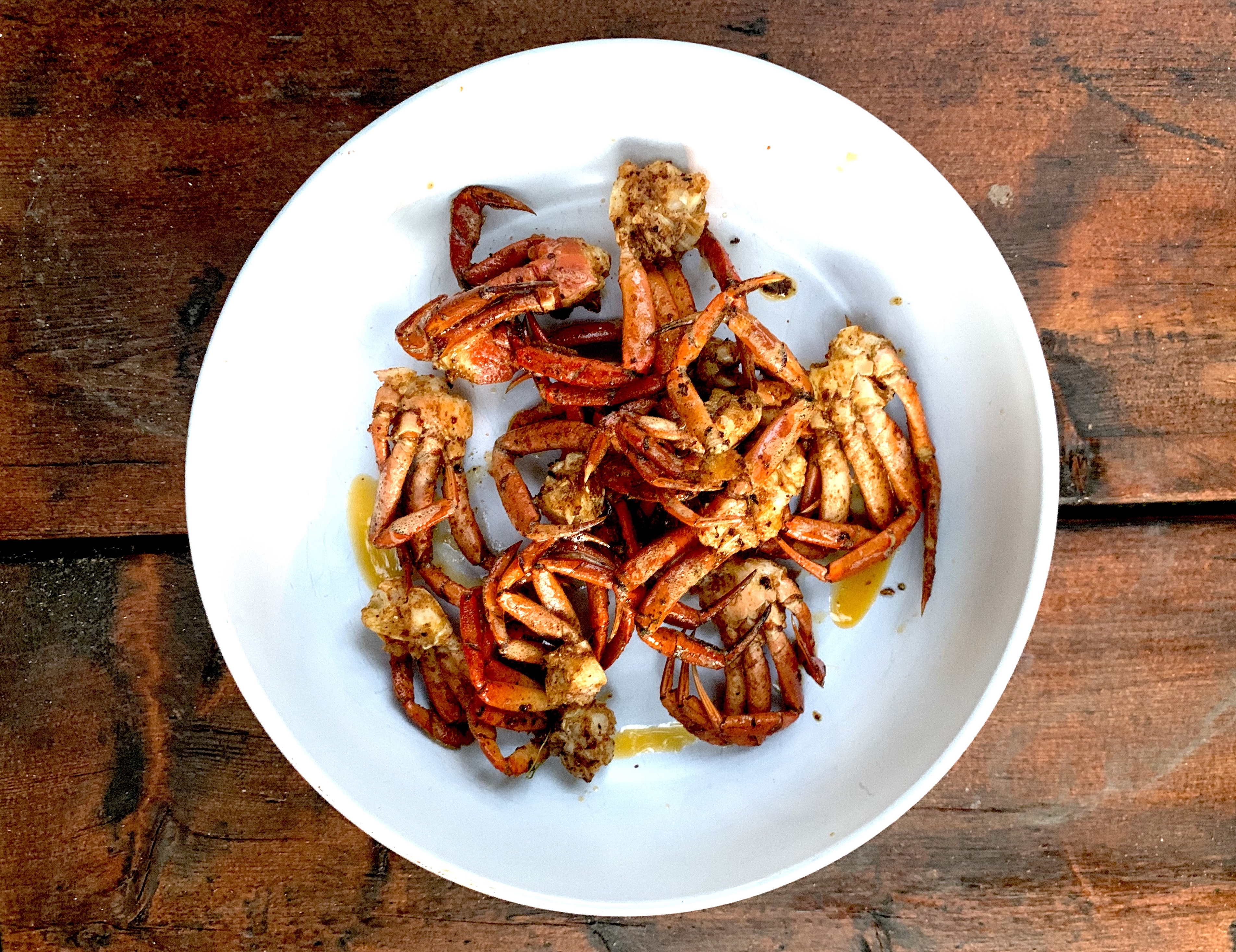
Pernas de caranguejo-verdes com manteiga

Na sua área nativa, o caranguejo-verde é usado principalmente como ingrediente em sopas e molhos. No entanto, C. aestuarii, intimamente relacionado, tem próspero mercado culinário na Itália, onde os pescadores conhecidos como moecante cultivam C. aestuarii (em vêneto: moeche; em italiano: moleche) e vendem caranguejos de casca dura por suas ovas (masinette). Vários grupos na Nova Inglaterra adaptaram com sucesso esses métodos para produzir caranguejos-verdes das espécies invasoras. Na Nova Inglaterra, onde as populações invasoras de caranguejos-verdes são altas, vários grupos tentaram utilizar os caranguejos-verdes na culinária. Em 2019, The Green Crab Cookbook foi lançado e incluiu receitas de ovas, caldo e carne de caranguejo-verde. Um dos coautores do livro fundou a Greencrab.org, uma organização dedicada ao desenvolvimento de mercados culinários ao caranguejo-verde invasor. Além da parceria com chefs e atacadistas locais para o desenvolvimento da cadeia de suprimentos e estudos de mercado, Greencrab.org continuou a desenvolver receitas e técnicas de processamento.
Pesquisadores da Universidade do Maine têm desenvolvido ativamente produtos de caranguejo-verde de valor agregado, com os objetivos de impulsionar o interesse comercial, estimular pesca comercial e aliviar os efeitos da predação. Especificamente, um estudo avaliou a aceitabilidade do consumidor das empanadas (pastéis fritos e recheados) que continham quantidades variadas de carne moída. Elas foram classificadas entre "gostei ligeiramente" e "gostei moderadamente" para aceitação geral por um painel de consumidores (n = 87). Além disso, cerca de dois terços dos palestrantes "provavelmente" ou "definitivamente" comprariam se disponíveis localmente. Além disso, os mesmos pesquisadores desenvolveram um produto feito de carne moída de caranguejo-verde usando aditivos de reestruturação (transglutaminase, clara de ovo desidratada, proteína isolada de soja). No passado, a Legal Sea Foods, uma cadeia de restaurantes da Costa Leste, experimentou caranguejos-verdes, criando estoque em sua cozinha de teste durante o inverno de 2015. Em junho de 2022, a Tamworth Distilling, uma destilaria de New Hampshire, juntou-se ao NH Green Crab Project da Universidade de New Hampshire para desenvolver House of Tamworth Crab Trapper, que é anunciado como "feito com uma base de bourbon impregnada com caranguejo personalizado, milho e mistura de mistura de especiarias".

## Taxonomia
O caranguejo-verde recebeu pela primeira vez um nome binomial, Cancer maenas, por Carlos Lineu em sua 10.ª edição de 1758 do Systema Naturae. Uma descrição anterior foi publicada por Georg Eberhard Rumphius em seu trabalho de 1705 De Amboinsche Rariteitkamer, chamando a espécie de Cancer marinus sulcatus, mas isso antecede o ponto de partida à nomenclatura zoológica. Vários sinônimos posteriores também foram publicados:
- Monoculus taurus (Slabber, 1778)
- Cancer granarius (Herbst, 1783)
- Cancer viridis (Herbst, 1783)
- Cancer pygmaeus (Fabricius, 1787)
- Cancer rhomboidalis (Montagu, 1804)
- Cancer granulatus (Nicholls, 1943)
- Megalopa montagui (Leach, 1817)
- Portunus menoides (Rafinesque-Schmaltz, 1817)
- Portunus carcinoides (Kinahan, 1857)

O lectótipo escolhido à espécie veio de Marstrand, Suécia, mas supõe-se que tenha sido perdido. Em 1814, escrevendo à Enciclopédia de Edimburgo, William Elford Leach erigiu um novo gênero, Carcinus, para manter esta espécie sozinha (tornando-a a espécie-tipo do gênero, por monotipia). Em 1847, Nardo descreveu subespécie distinta que ocorre no mar Mediterrâneo, que agora é reconhecida como espécie distinta, Carcinus aestuarii.

## Neuro e fisioquímica
Aminoácidos particulares como peptídeos de sinalização de caranguejo-verde são protonados por mudanças de pH atualmente (a partir de 2020) que ocorrem ou provavelmente serão alcançadas no curso de futuras mudanças climáticas. Isso altera significativamente a estrutura do peptídeo e os comportamentos mediados pelo peptídeo (cuidados com a cria e ventilação dos ovos que requerem ~ 10x a concentração normal de peptídeos). A necessidade de concentração mais alta pode ser devido à afinidade de ligação mais baixa no epitélio sensorial. Este efeito é muito reversível.
A diminuição usual do cloreto extracelular devido ao aumento do bicarbonato extracelular é evitada se o caranguejo-verde for primeiro aclimatado ao aumento da pCO2. Embora isso possa ser devido aos níveis de cloreto extracelular já altos nessa espécie, pode ser porque a pCO2 moderadamente mais alta aumenta esses níveis por meio de algum mecanismo não relacionado. Alterações no pH devido ao sódio e ao magnésio podem alterar as concentrações de ferro extracelular.